# Lukáš Vasilek
Lukáš Vasilek (geboren am 13. Februar 1980 in Hradec Králové) ist ein tschechischer Chorleiter und Dirigent. Er leitet seit 2007 den Prager Philharmonischen Chor.

## Leben und Wirken
Vasilek absolvierte ein Studium des Dirigierens an der Akademie múzických umění und ein weiteres in Musikwissenschaft an der Philosophischen Fakultät der Karls-Universität, beide in Prag.
Von 1998 bis 2009 leitete er die Foerster Vereinigung für Kammergesang, mit der er auch an einer Reihe von internationalen Chor-Wettbewerben teilnahm und erste Plätze 2003 im litauischen Klaipėda und 2006 in Wien erreichen konnte. Von 2005 bis 2007 fungierte er zusätzlich als zweiter Chorleiters des Opernchors des Prager Nationaltheaters, mit dem er einige Opern einstudierte – Veidls Die Kleinstädter, Donizettis Don Pasquale,  Smetanas Hubička und Mozarts La clemenza di Tito.
2007 wurde Vasicek als Hauptchorleiter des Prager Philharmonischen Chores (tschechisch Pražský filharmonický sbor) verpflichtet, eines weltweit auftretenden Ensembles für klassische Musik in Konzertsaal und Oper. Zu seinen Aufgaben zählen die Einstudierung aller Werke, die vom Chor aufgeführt werden, und die Leitung der eigenen Chorkonzerte. Der Chor arbeitet – für Kantaten, Oratorien und große Chor-Orchesterwerke – regelmäßig mit bedeutenden Orchestern zusammen, beispielsweise mit der Tschechischen Philharmonie, der Staatskapelle Dresden, den Berliner Philharmonikern, den Wiener Symphonikern, dem Gustav Mahler Jugendorchester und dem Israel Philharmonic Orchestra. Seit 2010 tritt der Chor regelmäßig in Opernproduktionen bei den Bregenzer Festspielen, sowohl beim Spiel auf dem See, als auch in den Neuinszenierungen im Bregenzer Festspielhaus, zum Beispiel in Offenbachs Les Contes d'Hoffmann (Regie: Stefan Herheim, 2015) und Faccios Amleto (Regie: Olivier Tambosi, 2016).
Aufnahmen des Prager Philharmonischen Chores unter Vasileks Leitung sind bei der Deutschen Grammophon, bei Naxos, Neos, OehmsClassics sowie bei Supraphon erschienen. Das Vokalensemble arbeitet auch regelmäßig mit den Rundfunkstationen WDR, Bayerischer Rundfunk und Český rozhlas zusammen.
Im Jahre 2010 stellte Vasilek ein Jazz-Vokal-Ensemble zusammen und begleitete damit Bobby McFerrin bei einer Konzertreihe in Tschechien. Im selben Jahr gründete er den Kammerchor Martinů Voices, der sich vorrangig der Interpretation von Chorwerken des 20. und 21. Jahrhunderts widmet. Dieses Ensemble trat unter Vasileks Leitung bei Musikfestivals wie dem Prager Frühling und dem Concentus Moraviae auf und wurde mehrfach zu CD-Aufnahmen eingeladen, darunter von Supraphon.
Lukáš Vasilek leitete auch Konzerte der Symphonieorchester von Hradec Králové, Budweis, Pilsen und Teplice.

## Diskographie (Auswahl)
- Anna Netrebko (Deutsche Gramophon; 2008)
- Sumi Jo (Deutsche Gramophon; 2011)

## Auszeichnung
- 2005: Chorleiter Junior, Preis der Vereinigung der tschechischen Chöre